# Forsthaus Glaubzahl

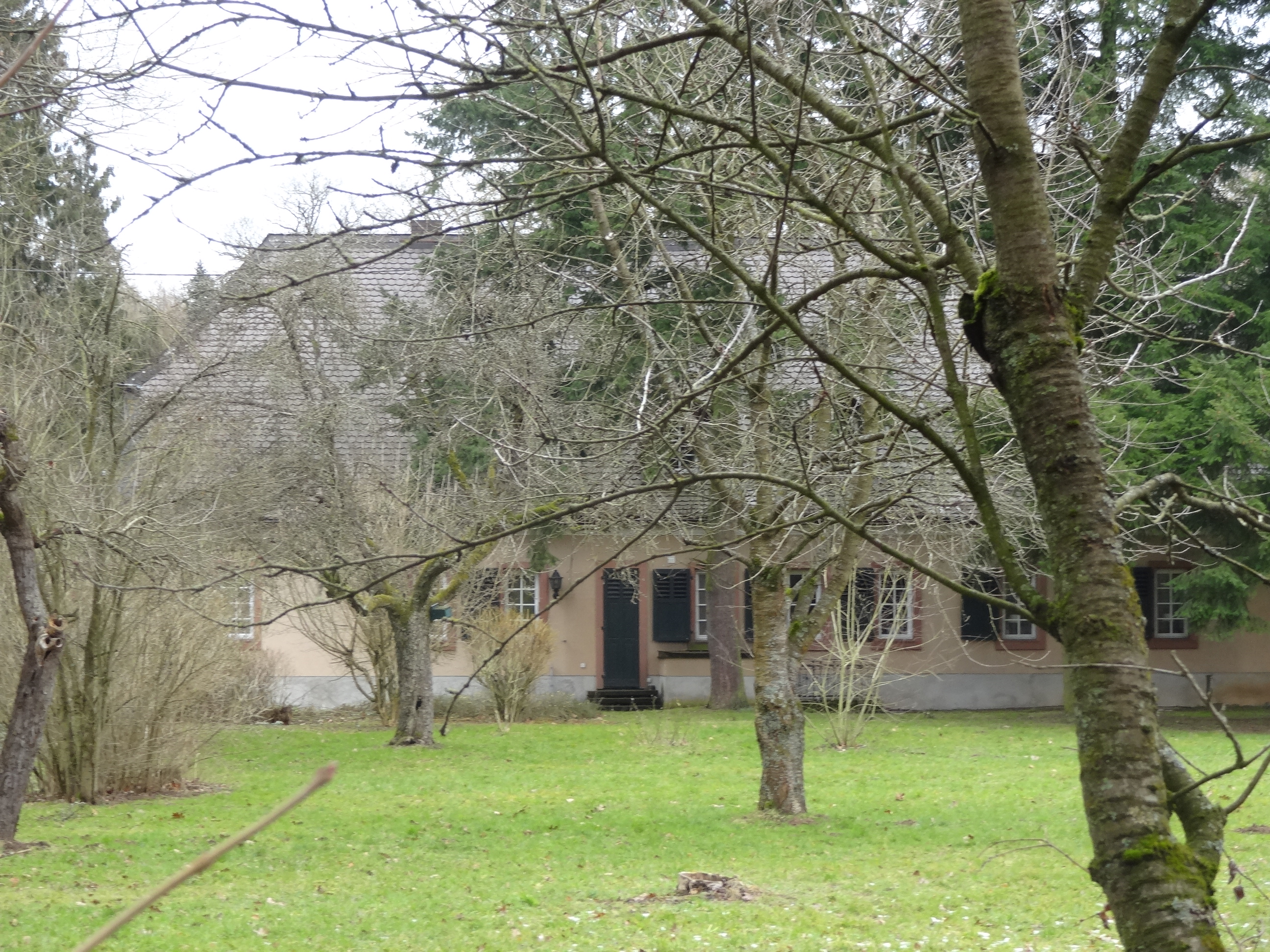
Das ehemalige Forsthaus

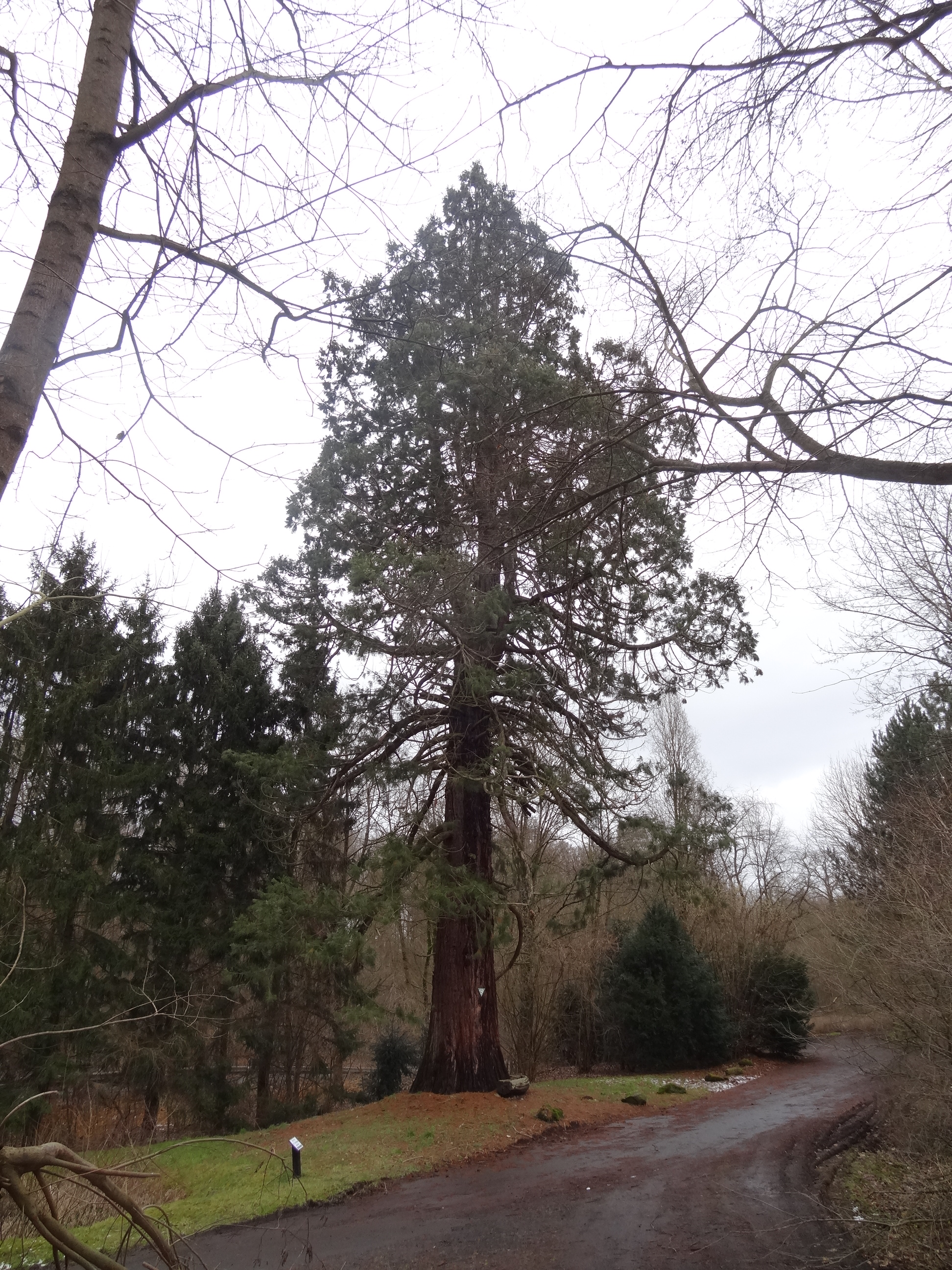
Der Mammutbaum

Das Forsthaus Glaubzahl liegt nordwestlich des Niddaer Stadtteils Harb im Wetteraukreis. Heute führt hier die Bundesstraße 457 von Rodheim nach Nidda vorbei.

## Geschichte
Der Wald Glaubzahl gehörte den Landgrafen von Hessen. Er war Teil ihres Jagdgebietes in Oberhessen. Erstmals wird der Wald am 10. März 1490 erwähnt. Johann von Bellersheim erhielt an diesem Tag von Landgraf Wilhelm III. u. a. den Wald, den er bereits von dem verstorbenen Landgrafen Heinrich III. zu Lehen hatte. Nach dem Niddaer Salbuch von 1537 hatten die Nachkommen des Balthasar von Schrautenbach den Wald Glaubzahl als landgräfliches Lehen erhalten. Davon überließen sie 80 Morgen Land zum 
Roden den Rodheimer Einwohnern für vier Gulden jährlich, worüber sich die Einwohner von Borsdorf beschwerten.
Das Forsthaus Glaubzahl wurde mitten im Dreißigjährigen Krieg 1634 erbaut. Hier führte ein mittelalterlicher Fernweg vorbei, der in diesem Abschnitt „Schotter Straße“ oder „Frankfurter Straße“ genannt wurde.
Glaubzahl gehört zu einem großen Wirtschaftshof, den eine Mauer umgibt. Das Forsthaus ist ein eingeschossiges barockes Gebäude aus Stein. Sandsteingewände und ein Wappen im Türsturz sind Gestaltungselemente. Das Forsthaus besitzt ein Krüppelwalmdach. Gegenüber dem Forsthaus steht das Wirtschaftsgebäude des Hofs, das aus Bruchsteinen im 18. Jahrhundert gemauert wurde.
Das Forsthaus wurde aus geschichtlichen Gründen zum Kulturdenkmal erhoben.

„Der barocke Sandsteinbogen in der Mauer mit Pflanzenornamentik und einem Teufelskopfrelief im Schlussstein ist Kulturdenkmal wegen seiner künstlerischen Bedeutung.“

Der einsam gelegene Hof war auch Ziel von Räubern, u. a. stahl hier 1808 Ernst Görz aus Södel Wäsche von der Bleiche. Er machte gemeinsame Sache mit Conrad Anschuh aus Rodheim bei Hungen.
In der Zeit des Großherzogtums Hessen war der Hof eine Revierförsterei. 1885 wurde Victor Klöpper aus dem Forsthaus zum Förster ernannt. Forstwirt Johannes Numrich lebte hier vom 1. April 1897 bis mindestens 1913.
Seit etwa 1900 gab es hier auch eine Gaststätte mit Gartenwirtschaft. Diese wurde 1939 geschlossen.
Das Anwesen befindet sich gegenwärtig in Privatbesitz.

## Verfassung
- 1490: landgräfliches Lehen der Familie von Bellersheim
- 16. Jahrhundert: Landgräfliches Lehen der Weitolshausen genannt Schrautenbach
- 1787: Landgrafschaft Hessen-Darmstadt, Amt Schotten, Gericht Widdersheim.[8]

## Naturdenkmal
Nahe am Forsthaus findet sich ein Naturdenkmal, nämlich der Riesenmammutbaum (Sequoiadendron giganteum), der um 1860 gepflanzt wurde. Er soll ursprünglich für den Kurpark des nahen Bad Salzhausen vorgesehen gewesen sein. 2014 besaß er eine Höhe von 31 m und einen Umfang von ca. 6 m. Er wurde in die Liste der Naturdenkmäler in Nidda aufgenommen.